# Зигфрід III фон Еппштейн
Зигфрід III фон Еппштейн (нім. Siegfried III. von Eppstein; 1194 — 9 березня 1249) — церковний та державний діяч Священної Римської імперії, 30-й архієпископ Майнца.

## Життєпис
Походив зі знатного гессенського роду Еппштейнів. Старший син Готфріда Іфон Еппштейна та Ізалди (доньки графа Дітриха I фон Віда). Був небожем (з боку батька) Зигфріда II фон Еппштейна, архієпископа Майнцу, і Теодеріха фон Віда, архієпископа Тріру (з боку матері). Замолоду йому було визначено церковну кар'єру. Близько 1220 року стає каноником у Майнці. пробстом соборів Св. Варфоломія у Франкфурт-на-Майні і Св. Петра і Олександра в Ашаффенбург. У жовтні або листопаді 1230 року він був обраний наступником свого стрийка. Водночас за посадою став архіканцлером Німеччини.
З одного боку підтримував династію Гогенштауфенів, а з іншого — домагався розширення суверенітету Майнца на основі Confoederatio cum principibus ecclesiasticis 1220 року. Йому завжди вдавалося зберегти доброзичливість імператора Фрідріха II. У 1232 році Зигфрід III отримав від імператора дуже багате імперське Лорське абатство. Бенедиктинці, які чинили опір клюнійським реформам, були змушені залишити монастир, і рішенням архієпископа Майнцу були замінені цистерціанцями з монастиря Ебербах.
У 1234 році не підтримав повстання короля Генріха Гогенштауфена проти свого батька-імператора. У червні 1235 року повстання було придушено Фрідріхом II. У серпні 1235 року в Майнці відбувся рейхстаг. Там 23 серпня 1235 року було прийнято закон про імперський земський мир.
У 1237 році очолив канцеляріяна посаді імпераського адміністратора Конрада Гогенштауфена, нового короля Німеччини. Фактично керував країною замість останнього до 1240 року. У 1239 році імператор був відлучений від церкви папою римським Григорієм IX. Зигфрід III залишився на боці Гогенштауфенів, тому також був відлучений від церкви 26 квітня 1240 року.
Після поразки угорського війська від монголів на річці Шайо у квітні 1241 року, спільно з кельнським архієпископом Конрадом фон Гохштаденом розгорнув бурхливу діяльність щодо збору військ задля протидії монгольському вторгненню. Квола реакція імператора (обмежився закликами і обіцянками) призвела до того, що 22 серпня 1241 року архієпископ Майнца уклав союз з архієпископом Кельна проти імператора, якого вважав негідним очолювати християн Європи перед загрозою монголів. Фрідріх II негайно позбавив Зигфріда III з посади імперського адміністратора і призначив Генріха Распе, ландграфа Тюрингії. Архєпископ Майнца не визнав повноваження останнього. У червні 1243 року новий папа римський Іннокентій IV надав Зигфріду III статус свого легата в Німеччині. 
В свою чергу 1244 року архієпископ надав місту Майнц привілей, що закріпив за ним статус вільного міста. Того ж року здійснив візитацію Праги. Невдовзі на бік папи римського перейшов Генріх Распе. Зигфрід III був одним з ініціаторів оголошення Генріха на зборах в Файтсхохгаймі (поблизу Вюрцбурга) в травні 1246 року королем Німеччини.
1247 року після смерті Генріха Распе сприяв оголошенню у 1248 році королем Вільгельма Герульфінга, графа Голландії. У тому ж році замінив в монастирі Лорш цистерціанців представниками ордену премонстратів з монастиря Всіх Святих у Шварцвальді. Водночас монастир отримав статус пробства. Помер у 1249 році в Бінгені. Поховано в Майнцькому соборі. Новим архієпископом Майнца став Крістіан II фон Боланден.